# ヴィジブル・マイノリティ
ヴィジブル・マイノリティ（英: visible minority）あるいは可視的マイノリティ、可視的少数派は、カナダの人口に関する統計的分類の1つ。カナダ政府の定義では「先住民族を除く、非白人系人種または肌の色が白くない人々」を指す。この用語はもっぱらカナダ統計局において、雇用均等法との関連で用いられる。visibleという修飾語は、カナダの先住民あるいは既存のマイノリティ集団から、新移民のマイノリティをくくりだすために政府当局が採用した言葉である。ここで既存のマイノリティ集団とは、言語（フランス語対英語）や宗教（カトリック対プロテスタント）といった「見えない」性質によって区別される人々のことを指す。
ヴィジブル・マイノリティという用語は、時に「非白人（non-white）」と同義で用いられることがある。これは政府の定義からして正しくない。先住民の人々はヴィジブル・マイノリティには含まれないが、必ずしも白人でもない。同様に、中欧系アメリカ人のような特定の集団はアメリカ合衆国の人口統計では「白人」と定義されるが、カナダの公的な定義においてはヴィジブル・マイノリティに分類される。場合によっては、ヴィジブル・マイノリティの成員は多数派の人々と区別がつかなかったり、局地的には多数派をなしていることもある。後者は特にバンクーバー、トロント、モントリオールの大半の地域で当てはまる。
1960年のカナダの移民法改正以降、移民はもっぱらヨーロッパ以外の地域から流入するようになり、その多くはカナダ国内ではヴィジブル・マイノリティである。法的には、ヴィジブル・マイノリティの成員はカナダ雇用均等法において定義されている。アメリカ合衆国のこれに対応する分類である「有色人種（people of color）」は、アメリカ先住民も含んでいる。歴史的に、この分類は混血の人々、とりわけアフリカ系とヨーロッパ系の血を引く人々を指すのに用いられてきた。

## カナダ国内の動向
2016年の国勢調査では、全人口の22.3％、700万人を超えるカナダ人がヴィジブル・マイノリティに分類されている。カナダにおけるヴィジブル・マイノリティの割合は年々上昇傾向にある。1961年には、ヴィジブル・マイノリティの人口は1％にも満たなかった。この増加は、多文化主義政策の開始以来の移民の増加に関連した、カナダの人口におけるめざましい構造変化を体現している。
カナダのヴィジブル・マイノリティのうち68.8％もの人々が外国の生まれであり、27.7%は移民の子供である。3世あるいはそれ以上の者は4%に満たない。3世かつヴィジブル・マイノリティかつ75歳以上の人々は3,000人未満であり、彼らは主に黒人系ノヴァスコシア人である。
2006年からの年間の移民の流入数と、ヨーロッパ系カナダ人に比して高い女性の出生率、それによる着実なマイノリティの人口増加から、2012年までに、カナダの人口のおよそ19.56%は非ヨーロッパ系の住民（ヴィジブル・マイノリティ）になると研究者は推計する。国内の先住民は、同年の予測によれば、4.24%にのぼると推定される。したがって、2012年におけるカナダの人口の23.8%はヴィジブル・マイノリティもしくは先住民の子孫となる。予測ではさらに、非ヨーロッパ系人口の安定的な増加を鑑みると、2031年にはカナダのヴィジブル・マイノリティが人口の33%を占めるであろうと示唆されている。
州別には、ブリティッシュコロンビア州が最大のヴィジブル・マイノリティを抱えており、人口の30.3%を占めている。オンタリオ州の29.3%、アルバータ州の23.5%、マニトバ州の17.5%がこれに次ぐ。2006年の国勢調査では、カナダにおける最大のヴィジブル・マイノリティ集団であった中国系カナダ人を南アジア系カナダ人が追い抜いた。2006年にはカナダ統計局は、中国系の120万人に対して南アジア系が130万人いると推定した。2016年には、南アジア系カナダ人の数は約190万人にのぼり、国内人口の5.6%を占めている。中国系（4.6%）と黒人系（3.5%）がこれに次いでいる。

### 国内平均より高いヴィジブル・マイノリティを擁するカナダの国勢調査地域
全国平均：22.3%
典拠：2016年カナダ国勢調査

#### アルバータ州
- エドモントン（37.1%）
- ブルックス（36.8%）
- カルガリー（36.2%）
- チェスターミア（35.0%）
- ウッドバッファロー（26.7%）
- バンフ（24.4%）

#### ブリティッシュ・コロンビア州
- リッチモンド（76.3%）
- メトロバンクーバー選挙区域A（67.3%）
- バーナビー（63.6%）
- サレー（58.5%）
- バンクーバー （51.6%）
- コキットラム（50.2%）
- ニューウエストミンスター（38.9%）
- ウェストバンクーバー（36.4%）
- デルタ（36.0%）
- アボッツフォード（33.7%）
- ポートコキットラム（32.4%）
- ノースバンクーバー（都市）（31.3%）
- ポートムーディ（30.4%）
- ノースバンクーバー（地区）（25.6%）

#### マニトバ州
- ウィニペグ（28.0%）

#### オンタリオ州
- マーカム（77.9%）
- ブランプトン（73.3%）
- リッチモンドヒル（60.0%）
- ミシサガ（57.2%）
- エイジャックス（56.7%）
- トロント（51.5%）
- ピカリング（42.9%）
- ミルトン（42.8%）
- ウィッチチャーチ＝スタフビル（36.9%）
- ヴォーン（35.4%）
- オークビル（30.8%）
- ウィンザー（26.9%）
- オーロラ（26.9%）
- ウォータールー（26.4%）
- オタワ（26.3%）
- ニューマーケット（25.8%）
- ウィットビー（25.3%）

#### ケベック州
- ブロサード（42.9%）
- ドラール＝デ＝ゾルモー（38.8%）
- モントリオール（34.2%）
- ラヴァル（26.1%）
- モン・ロワイヤル（24.7%）
- キルクラン（24.2%）
- ドルヴァル（23.4%）

## 法的定義と操作的定義
1995年の雇用均等法には、ヴィジブル・マイノリティの以下のように定義される。
「ヴィジブル・マイノリティに属する者」とは、先住民族を除く、非白人系人種または肌の色が白くない人々を意味する。
この定義は1984年の雇用均等に関するアベラ委員会の報告に遡ることができる。この委員会ではヴィジブル・マイノリティという語を「曖昧なカテゴリ」であると述べたうえで、実用の面で「非白人と見て分かる者」を意味すると解釈している。カナダ当局は、次のような人々をヴィジブル・マイノリティとして識別する操作的定義を用いている。すなわち「中国系、南アジア系、黒人系、フィリピン系、ラテンアメリカ系、中東系、アラブ系、西アジア系、韓国系、日本系、他に含まれない可視的なマイノリティ、および複合的な可視的マイノリティ」である。しかし、多少の例外が適用される集団もある。2006年国勢調査の「ヴィジブル・マイノリティの人口および人口集団の参照ガイド」によれば、例外とは以下のようなものである。
一方で、雇用均等法の定義に従えば、「ラテンアメリカ系」かつ「白人」、「白人」かつ「アラブ系」、「西アジア系」かつ「白人」と回答した者はヴィジブル・マイノリティの人口から除外される。同様に、「ラテンアメリカ系」、「アラブ系」または「西アジア系」と回答した者で、「フランス人」などのヨーロッパ人と記入回答した者も、ヴィジブル・マイノリティの人口から除外される。これらの人々は「ヴィジブル・マイノリティでない」分類に含まれる。しかし、「ラテンアメリカ系」、「アラブ系」または「西アジア系」かつ非ヨーロッパ人と記入回答した者は、ヴィジブル・マイノリティの人口に含める。
雇用均等法と、求職者・就業者に配布された雇用均等アンケート調査の言い回しの中では、「非白人」という用語が用いられる。これは先住民かつ・またはヴィジブル・マイノリティである人々を示す簡潔な言い回しである。

## 議論
「ヴィジブル・マイノリティ」という分類は、国内外で議論を呼んできた。あらゆる形態の人種差別の撤廃に関する国際条約は、この用語が特定のマイノリティ集団から不愉快に受け止められる可能性があるため、この用語の利用に関して疑念を抱いていると言明し、用語の評価を勧告した。これに対してカナダ政府は、研究者への委任と公開のワークショップを通じて、この用語がカナダ社会においてどのように用いられているかについて評価を試みた。
もう1つの批判は、分類の意味的な適用可能性に基づくものである。場合によっては、ヴィジブル・マイノリティの構成員は、マジョリティの人口から「視覚的に」識別できないだけでなく、少なくとも地域単位では「マイノリティ」を形成していない場合もある。例えばカナダに住む多くのラテンアメリカ人は、白人系ラテンアメリカ人を自認し、他の白人系カナダ人と視覚的に区別できない。さらに、ヴィジブル・マイノリティの成員の一部は、（バンクーバーやトロントの大半の地域のように）マジョリティ＝マイノリティを形成することもある。 近年の移民動向のために、カナダの一部の大都市ではヴィジブル・マイノリティというラベルがもはや意味をなさないことが、2008年以来の国勢調査データとメディア報道から示唆されている。例えば、トロント、バンクーバー、マーカム、コキットラム、リッチモンド、エイジャックス、バーナビー、メトロバンクーバー選挙区域A、ミシサガ、サレー、リッチモンドヒル、ブランプトンの人口の大部分は、ヴィジブル・マイノリティで構成されている。米国では、そのような都市または地区はマジョリティ＝マイノリティ地区と表現されている。しかしヴィジブル・マイノリティという用語は、雇用均等法の運用のために使われており、カナダ全体としての統計ベースを指すもので、特定の地域に言及するものではない。
この名称に関するさらなる批判は、ヴィジブル・マイノリティの構成に関するものである。批評者は、ヴィジブル・マイノリティを構成する集団には恵まれない人々と経済的に恵まれないわけではない人々の両方が含まれるため、互いにほとんど共通点がないことを指摘する。ヴィジブル・マイノリティの概念は、特定の公共政策の目的のために（恣意的に）考案された国勢調査カテゴリを意味する「statistext」の例として、人口統計学の研究に引用されてきた。